# Laundos
Laundos o Laúndos è una delle sette freguesias di Póvoa de Varzim, in Portogallo. Nel 2011 contava una popolazione di 2.055  abitanti. su una superficie di 8,53 km². Il nome, documentato per la prima volta nel 1033 era Montis Lanutus.

## Geografia fisica
Laundos si trova 7,5 km dal centro di Póvoa de Varzim. Durante il medioevo, come la collina di Cividade, era spesso richiamata come il confine di Varzim (subtus mons Lanudos). Confina con Rates a est, Estela, Terroso e la municipalità di Vila do Conde a sud.
Sulla parrocchia domina la collina di San Felice (202 m s.l.m.), il picco di Póvoa de Varzim. Nonostante la sua modesta altezza, per la distesa della pianura circostante, è un punto di riferimento all'orizzonte.

## Storia

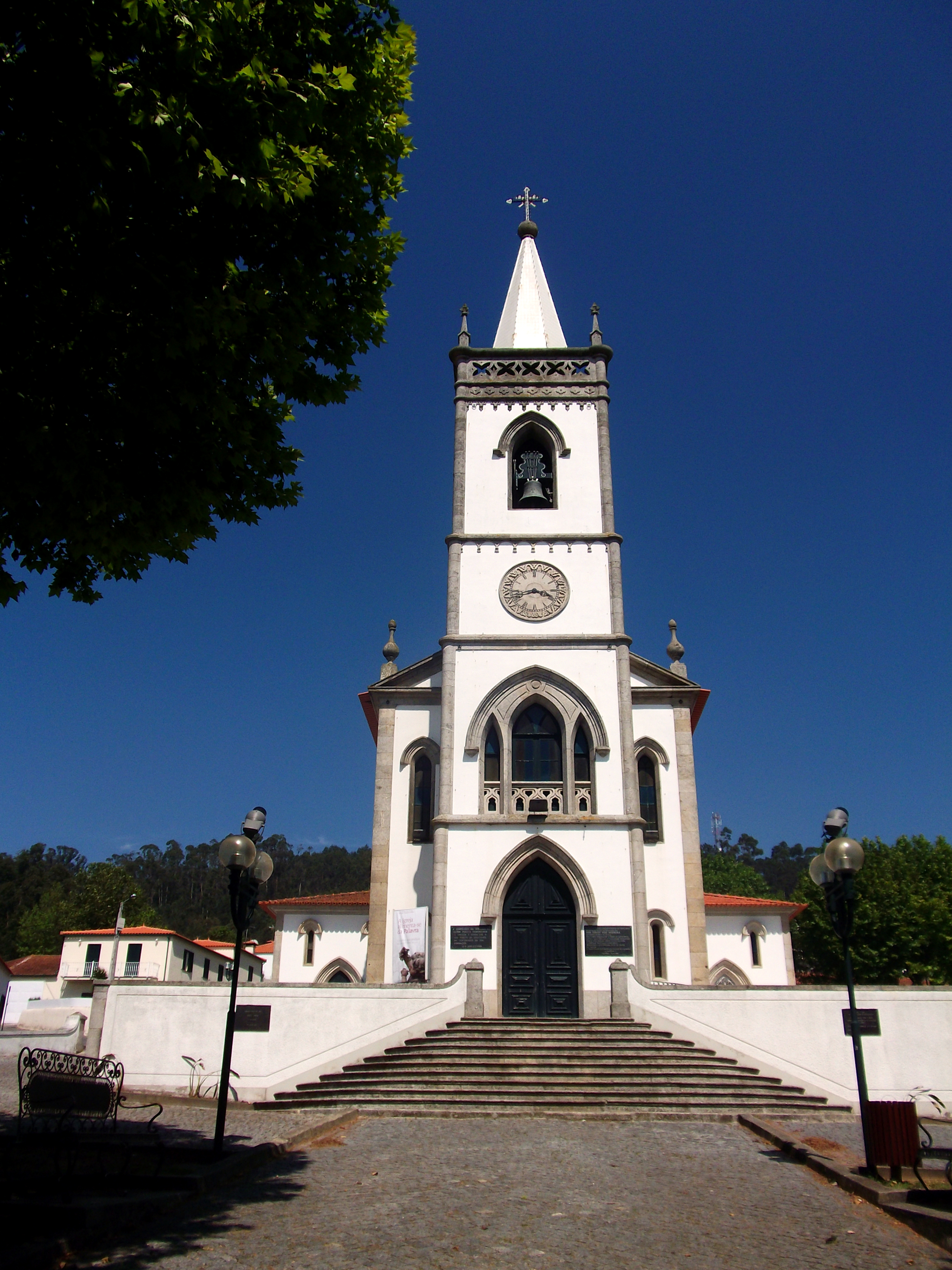
Santuario della Senhora da Saúde

Il suo arido suolo non aiutò lo sviluppo di un appropriato insediamento urbano come la vicina Cividade Hill nella parrocchia civile di Terroso. Tuttavia sono note rovine di costruzioni della cultura castrese risalenti al II secolo a.C., probabilmente un centro di sorveglianza a Cividade de Terroso. Gioielli dell'antica cultura castrese sono stati ritrovati completi e sono importanti per la storia della gioielleria del nord-ovest della Penisola Iberica.
Laundos è un'antica parrocchia, esistente da tempo immemorabile, già attestata nell'XI secolo. Durante il medioevo costituiva il confine di Varzim. Nell'era moderna, fino al 1836, la parrocchia era parte di Barcelos, poi fu assegnata a Póvoa de Varzim.
Durante il medioevo vi sarebbe vissuto San Felice eremita, meditando sulla sommità della collina, dalla quale avrebbe individuato, secondo la leggenda, la salma di san Pietro di Rates.
Il effetti la collina di San Felice ( São Félix) è il punto migliore per osservare Póvoa de Varzim nel suo complesso e viene utilizzata spesso a questo scopo.

## Geografia antropica

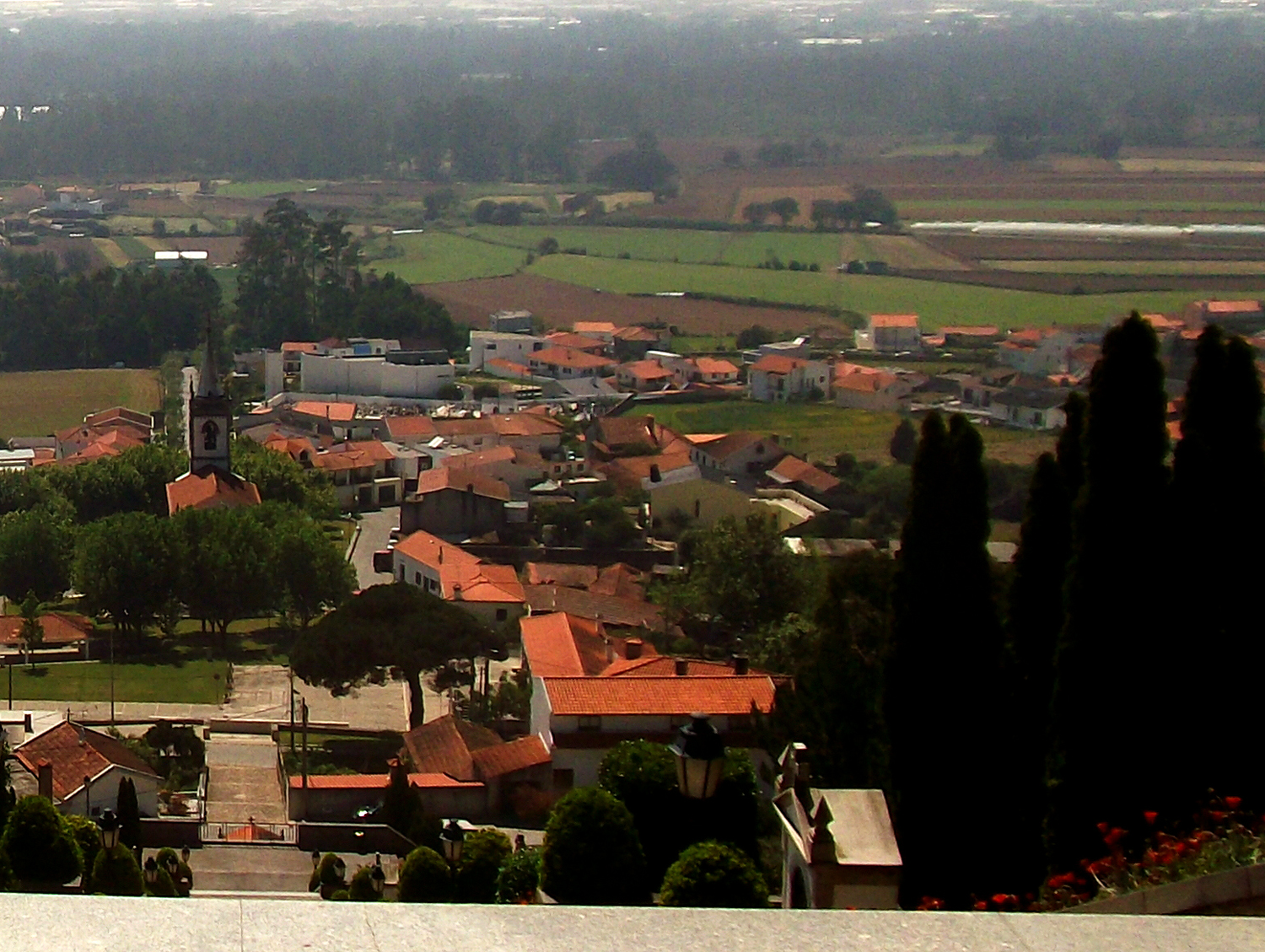
Villaggio di Senhora da Saúde visto dall sommità della collina di São Félix.

### Frazioni
Águas Férreas, Machuqueiras, Laúndos, Recreio, Pé do Monte, Senhora da Saúde, Real, Igreja, and Rapijães.